# Sandy Allen
Sandra Elaine Allen, detta Sandy (Chicago, 18 giugno 1955 – Shelbyville, 13 agosto 2008), è stata la donna più alta riconosciuta dal Guinness dei primati dal 1976 al 2008.
La sua altezza era di 2 metri e 31 centimetri.

## Filmografia
Cinema
- Il Casanova di Federico Fellini, regia di Federico Fellini (1976)

Televisione
- Side Show , regia di William Conrad - film TV (1981)
- Being Different (1981)
- Howard Stern (1996-1997)
- Sally Jessy Raphael (1998)
- Sideshow: Alive on the Inside (1999)
- Inside Extraordinary Humans: The Science of Gigantism (2007)
- The World's... and Me (2008)
- Extraordinary People (2008)